# Wassily Leontief
Wassily Wassilyovitch Leontief (n. 5 august 1906, Sankt Petersburg, Imperiul Rus – d. 5 februarie 1999, New York City, New York, SUA) a fost un economist rus, de etnie evreiască, stabilit din tinerețe în Statele Unite ale Americii, laureat al Premiului Nobel pentru Economie în anul 1973.